# Notopithecus
Notopithecus è un genere estinto di mammiferi notoungulati, appartenente ai tipoteri. . Visse tra l'Eocene medio e l'Eocene superiore (circa 45 - 34 milioni di anni fa) e i suoi resti fossili sono stati ritrovati in Sudamerica.

## Descrizione
Questo animale è noto grazie a numerosi fossili, alcuni dei quali sufficientemente completi per permettere una ricostruzione dell'aspetto generale. Sembra che Notopithecus fosse abbastanza simile a un odierno cane della prateria, o a una marmotta dal corpo slanciato. Era lungo circa 30-40 centimetri esclusa la coda. 

### Cranio
Il cranio era corto, largo e alto; la regione temporale e la bolla timpanica erano molto ingrandite. La dentatura era completa, con canini a forma di incisivi e priva di diastema. I premolari e i molari erano a corona bassa (brachiodonte). Il primo incisivo superiore era ben sviluppato, e anche il primo premolare superiore era incisiviforme. Gli altri premolari superiori erano a sezione triangolare e dotati di una profonda fossetta centrale. I premolari inferiori erano via via più complessi man mano che si procedeva verso il retro della mandibola. I molari inferiori erano dotati di un lobo anteriore corto e un lobo posteriore dotato di un entoconide sviluppato. 

### Scheletro postcranico
Notopithecus possedeva un corpo agile e flessuoso, una lunga coda e quattro arti forti ma snelli che permettevano a questo animale di muoversi velocemente. Il calcagno era dotato di un collo piuttosto corto, con un sustentaculum robusto e dotato di una superficie articolare leggermente concava. L'astragalo era caratterizzato da una troclea trapezoidale e molto asimmetrica, simile a quella di Trachytherus, con una superficie articolare concava e liscia. Era inoltre presente un notevole forame astragalare. In generale, quindi, il tarso di Notopithecus assomigliava a quello di altri tipoteri più specializzati, ma per alcuni versi richiamava quello di notoungulati basali e primitivi, come Colbertia, ad esempio nella forma del calcagno con un tubercolo peroneale ben sviluppato, o nella mancanza di un contatto astragalare-cuboide e nella presenza di un forame astragalare (Vera, 2012).

## Classificazione
Notopithecus venne descritto per la prima volta da Florentino Ameghino nel 1897, sulla base di resti fossili ritrovati in terreni dell'Eocene medio nella zona di Gran Barranca in Argentina. La specie tipo è Notopithecus adapinus, rinvenuta poi in altri siti argentini di età simile. Un'altra specie attribuita a Notopithecus è N. amplidens, dell'Eocene superiore, descritta da Ameghino nel 1901 e inizialmente attribuita a un altro genere, Adpithecus. 
Notopithecus venne inizialmente considerato un primate (da qui il nome del genere Notopithecus, "scimmia del Sud", e l'epiteto specifico adapinus, simile ad Adapis, un primate eocenico) poiché Ameghino considerava i mammiferi sudamericani come possibili antenati dei mammiferi degli altri continenti. Successivamente è stato determinato che Notopithecus era in realtà un notoungulato appartenente ai tipoteri, un gruppo di mammiferi assai simili ai roditori. In particolare, Notopithecus è stato considerato membro di un gruppo a sé stante (Notopithecinae) dalle caratteristiche primitive, ed è solitamente ritenuto essere un membro basale degli interateriidi, una famiglia di tipoteri diversificatasi notevolmente nel corso dell'Oligocene e del Miocene, con generi come Interatherium, Protypotherium, Miocochilius e Cochilius.  Notopithecus e alcune forme simili (come Transpithecus) sono state più recentemente considerate parte di un clade (Notopithecidae) al di fuori dei veri tipoteri (Vera, 2016).

## Paleoecologia
Probabilmente Notopithecus era un animale terrestre la cui dentatura brachiodonte lo rendeva adatto a cibarsi di basse fronde e di foglie particolarmente tenere.